# Yacht Club Italià
El Yacht Club Italià (Yacht Club Italiano) és un club nàutic de la ciutat de Gènova, Itàlia. Es va fundar l'any 1879 i és un dels clubs nàutics més antics del Mediterrani. El rei Humbert I d'Itàlia va patronitzar aquest club de manera oficial des del seu naixement.
A aquest club se li va atorgar el privilegi d'utilitzar la "Bandiera della Marina Militare" Italiana.
El Yacht Club Italià va organitzar la seva primera regata l'any 1880 en les aïgues del Golf de La Spezia i hi varen participar 177 iots. Avui el club compta amb més de 1.200 membres.
Entre altres activitats, el Yacht Club Italià organitza conjuntament amb el Yacht Club de França la Copa de Giraglia, una regata que va de Saint Tropez a Gènova, passant per Giraglia, el punt més septentrional de Còrsega.